# Dystrykt Lautém
Dystrykt Lautém (tetum Lautein) – jeden z 13 dystryktów Timoru Wschodniego, znajdujący się we wschodniej części kraju. Stolicą dystryktu jest miasto Lospalos, leżące 248 km na wschód od stolicy kraju Dili. W skład dystryktu wchodzi malutka wyspa Jaco.
Graniczy z dystryktami: Baucau oraz Viqueque od zachodu. Północna część dystryktu leży nad Morzem Banda, a południowa nad Morzem Timor. 